# ورایس
ورایس (به ایتالیایی: Verrayes) یک کومونه در ایتالیا است که در واله دائوستا واقع شده‌است. ورایس ۲۲ کیلومتر مربع مساحت و ۱٬۳۰۶ نفر جمعیت دارد و ۱٬۰۱۷ متر بالاتر از سطح دریا واقع شده‌است.

## خواهرخوانده
شهر Chantepie خواهرخواندهٔ ورایس هست.